# Рожков Панас Васильович
Панас Васильович Рожков (17 червня 1906, село Альошок, тепер Комарицького району Брянської області, Російська Федерація — ?) — радянський діяч, заступник секретаря Дрогобицького обкому КП(б)У із промисловості.

## Життєпис
Член ВКП(б). Перебував на партійній роботі.
З жовтня 1941 по вересень 1943 року — в Червоній армії, учасник німецько-радянської війни. Служив старшим політруком, виконувачем обов'язків військового комісара штабу 126-ї стрілецької дивізії 64-ї армії. Воював на Калінінському і Сталінградському фронтах.
У 1944 (затв. в липні 1945) — листопаді 1946 року — заступник секретаря Дрогобицького обласного комітету КП(б)У із промисловості — завідувач відділу промисловості Дрогобицького обласного комітету КП(б)У.
Подальша доля невідома.

## Звання
- старший політрук
- майор

## Нагороди
- медаль «За відвагу» (28.09.1942)
- медаль «За оборону Сталінграда» (22.12.1942)
- медаль «За перемогу над Німеччиною у Великій Вітчизняній війні 1941—1945 рр.» (1945)
- медаль «За доблесну працю у Великій Вітчизняній війні 1941—1945 рр.» (1945)
- медалі